# Kergrist
Pour les articles homonymes, voir Kergrist (homonymie).
Kergrist [kɛʁgʁist] est une commune française, située dans le département du Morbihan en région Bretagne.

## Géographie

### Localisation
| Guerlédan (Côtes-d'Armor) | Saint-Connec (Côtes-d'Armor) | Hémonstoir (Côtes-d'Armor) |
|                           | Kergrist                     | Croixanvec                 |
| Neulliac                  |                              | Saint-Gérand               |

Kergrist est une commune située au nord du département du Morbihan et qui fait partie du canton de Gourin et de l'arrondissement de Pontivy, à la limite entre le Morbihan et les Côtes-d'Armor.

### Paysage et relief
La commune a une superficie d'environ 2 966 hectares pour 652 habitants.
Elle s'étale sur un plateau au relief peu marqué. L'altitude moyenne est de 130 m, qui oscille entre 85 m à Perchenic, montant jusqu'à 167 m à l'est.
Deux ruisseaux ont été classés en 1re catégorie qualité piscicole : « ruisseau de Perchenic » et « ruisseau de Kergal ».
La commune compte trois parcs éoliens : ceux de Lérôme, au nord-est (4 éoliennes), de Saint-Mérec au centre de la commune (4 éoliennes) et de Roduel au nord-ouest (3 éoliennes).
| - Carte topographique de la commune de Kergrist. |

### Hydrographie
Pour un article plus général, voir Réseau hydrographique du Morbihan.
La commune est située dans le bassin Loire-Bretagne. Elle est drainée par le Douric, le Lotavy, le Saint Niel, le Perchenic et divers autres petits cours d'eau,.
Le Douric, d'une longueur de 12 km, prend sa source dans la commune  et se jette  dans le canal de Nantes à Brest à Pontivy, après avoir traversé quatre communes. 
Le Lotavy, d'une longueur de 11 km, prend sa source dans la commune de Guerlédan et se jette  dans le canal de Nantes à Brest à Guerlédan, après avoir traversé quatre communes. 
Le Saint-Niel, d'une longueur de 16 km, prend sa source dans la commune  et se jette  dans l'Aff  à Pontivy, après avoir traversé six communes. 

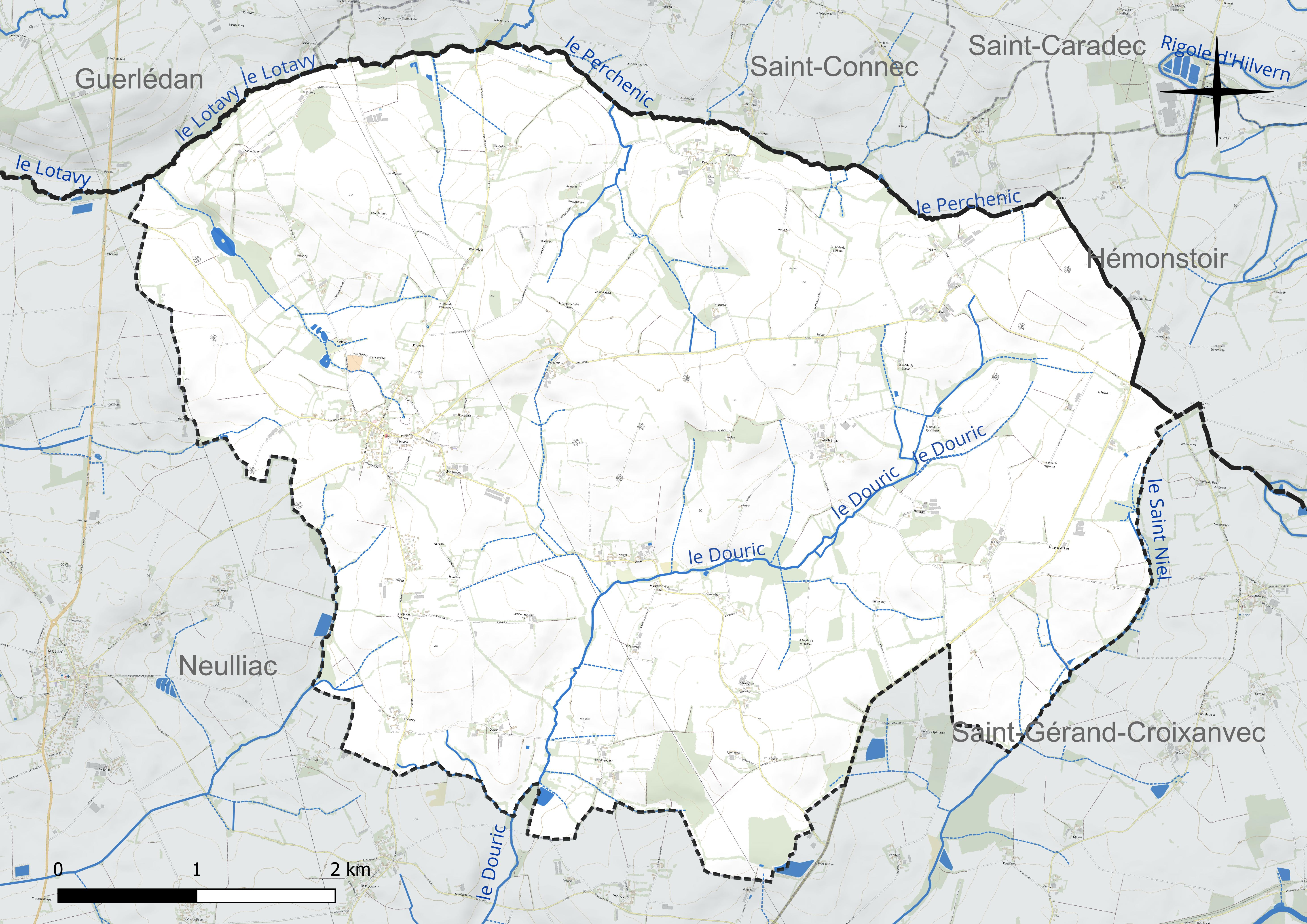
Réseau hydrographique de Kergrist.

### Climat
Pour des articles plus généraux, voir Climat de la Bretagne et Climat du Morbihan.
En 2010, le climat de la commune est de type climat océanique franc, selon une étude du CNRS s'appuyant sur une série de données couvrant la période 1971-2000. En 2020, Météo-France publie une typologie des climats de la France métropolitaine dans laquelle la commune est exposée à un climat océanique et est dans la région climatique  Finistère nord, caractérisée par une pluviométrie élevée, des températures douces en hiver (6 °C), fraîches en été et des vents forts. Parallèlement l'observatoire de l'environnement en Bretagne publie en 2020 un zonage climatique de la région Bretagne, s'appuyant sur des données de Météo-France de 2009. La commune est, selon ce zonage, dans la zone « Intérieur », exposée à un climat médian, à dominante océanique.
Pour la période 1971-2000, la température annuelle moyenne est de 11,2 °C, avec une amplitude thermique annuelle de 11,7 °C. Le cumul annuel moyen de précipitations est de 920 mm, avec 14,3 jours de précipitations en janvier et 6,6 jours en juillet. Pour la période 1991-2020, la température moyenne annuelle observée sur la station météorologique la plus proche, située sur la commune de Moréac à 27 km à vol d'oiseau, est de 12,0 °C et le cumul annuel moyen de précipitations est de 1 043,7 mm,. Pour l'avenir, les paramètres climatiques de la commune estimés pour 2050 selon différents scénarios d'émission de gaz à effet de serre sont consultables sur un site dédié publié par Météo-France en novembre 2022.

## Urbanisme

### Typologie
Au 1er janvier 2024, Kergrist est catégorisée commune rurale à habitat très dispersé, selon la nouvelle grille communale de densité à sept niveaux définie par l'Insee en 2022.
Elle est située hors unité urbaine. Par ailleurs la commune fait partie de l'aire d'attraction de Pontivy, dont elle est une commune de la couronne,. Cette aire, qui regroupe 16 communes, est catégorisée dans les aires de moins de 50 000 habitants,.

### Occupation des sols

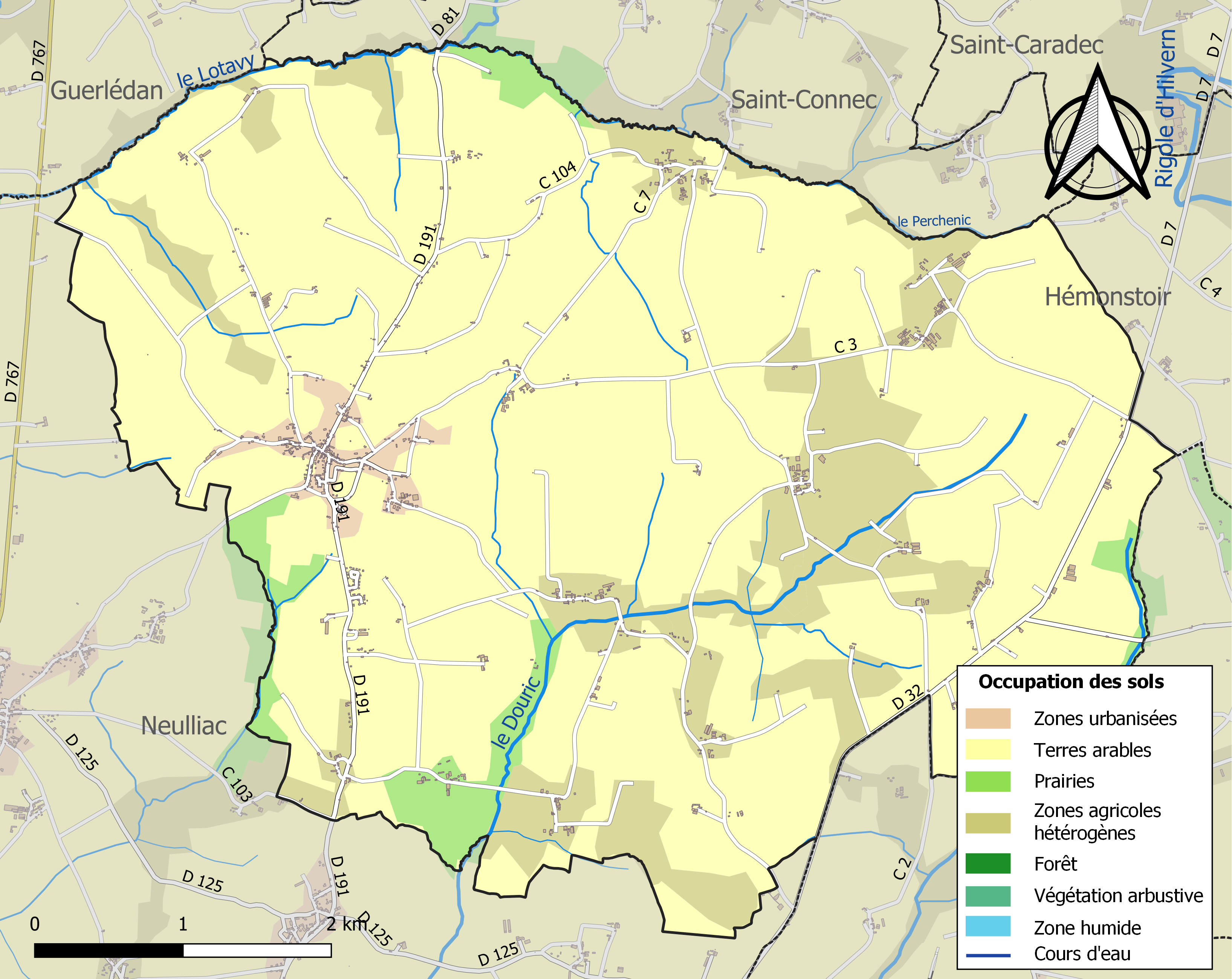
Carte des infrastructures et de l'occupation des sols de la commune en 2018 (CLC).

Le tableau ci-dessous présente l'occupation des sols de la commune en 2018, telle qu'elle ressort de la base de données européenne d’occupation biophysique des sols Corine Land Cover (CLC).
| Type d’occupation                                                                   | Pourcentage | Superficie (en hectares) |
| ----------------------------------------------------------------------------------- | ----------- | ------------------------ |
| Tissu urbain discontinu                                                             | 1,7 %       | 52                       |
| Terres arables hors périmètres d'irrigation                                         | 78,6 %      | 2343                     |
| Prairies et autres surfaces toujours en herbe                                       | 4,0 %       | 118                      |
| Systèmes culturaux et parcellaires complexes                                        | 9,3 %       | 276                      |
| Surfaces essentiellement agricoles interrompues par des espaces naturels importants | 6,4 %       | 192                      |
| Source : Corine Land Cover                                                          |             |                          |

L'occupation des sols met en évidence la nette prédominance des terres arables sur les prairies et les zones agricoles hétérogènes. Kergrist appartient en effet au bassin agricole de Pontivy, parfois surnommé la « Petite Beauce », une plaine s'étendant au nord de cette ville jusqu'à Loudéac, à l'est jusqu'à Ploërmel et au sud jusqu'à Locminé vouée à l'agriculture intensive et caractérisée par la présence de grandes parcelles de céréales et de maïs et la rareté des haies d'arbres et des espaces boisés.

## Toponymie
Attesté sous la forme Guercrist en 1205.
Le nom breton de la commune est Kergrist. Vient du breton et signifie « Ville du Christ ».
En gallo, le nom est attesté sous la forme Qhèrgrist prononcé [cɛɾgɾis].

## Histoire

### Moyen Âge
Le nom « QUERCHRIST » est mentionné pour la première fois dans diverses circulaires d'abbayes du XIIe siècle mais les Celtes ont bien avant occupé le pays.
En 1205, Alain IV de Rohan a réalisé un don aux moines de Saint-Martin-de-Josse de l'église qui était dédiée à la Sainte-Croix, un culte qui fut propagé par les Templiers. Les moines pourraient être les fondateurs de ce village. La trève de Kergrist, paroisse de Neulliac, qui dépendait de l'évêché de Cornouaille, relevait de la sénéchaussée de Ploërmel. L'attirance naturelle exercée par l'évêché de Vannes se manifeste par certains signes comme la dédicace d'une fontaine à saint Patern.
En 1206, le Chevalier Bertrand Belledent fait dont d'une maison situé à Kergrist à l’abbaye de Sainte-Marie de Beauport.
Selon un aveu de 1471, Kergrist était, au sein de la Vicomté de Rohan, une des 46 paroisses ou trèves de la seigneurie proprement dite de Rohan.
Le territoire s'est organisé peu à peu, au XVe siècle, entre 8 et 9 seigneuries.

### Temps modernes
En 1600 s'ouvrent différents registres paroissiaux.

### Révolution française
Kergrist est érigé en commune lors de la Révolution.

### LeXIXesiècle
Kergrist est toujours aussi démunie. Mais le XIXe siècle est le début d'un changement. L'abbé Guillôme, curé de la paroisse, publie l'un des grands livres de la littérature bretonne présentant de nouvelles méthodes de culture. Le développement des routes, l'électricité et l'essor de l'enseignement au XXe siècle, permettent un désenclavement de la commune qui se développe.
A. Marteville et P. Varin, continuateurs d'Ogée, décrivent ainsi Kergrist en 1843 :

« Kergrist : commune formée de l'ancienne trève de Neulliac ; aujourd'hui succursale. (...) Principaux villages : Perchenic, Benin, Quelvahen, Kergal, Guervéhan, Kerandrais, Killian, Terloray, Porsmeno, le Garéean, Botcol. Superficie totale 2 974 hectares 72 ares, dont (...) terres labourables 917 ha, prés et pâturages 215 ha, bois 62 ha, vergers et jardins 39 ha, landes et incultes 1 655 ha, étangs 3 ha, châtaigneraies 11 ha (...). Moulins de l'Espernoît, de Kergal, de Perchenic, à eau ; de Perchenic, à vent. La route de Pontivy à Uzel traverse cette commune. Géologie : schiste talqueux et grès quartzite dans le nord. On parle le breton. »

 L'épidémie de choléra de novembre 1856 frappa à Kergrist 574 personnes (sur 2 308 habitants), dont 87 moururent.
En 1891, lors du pardon, une bagarre éclate entre les gendarmes et la population. La gendarmerie était venue ce jour-là à Kergrist pour rechercher les auteurs d'un vol commis dans le pays; elle faisait son enquête au milieu de la foule. On suppose que ceux qu'elle cherchait se trouvaient là et qu'ils excitèrent les habitants contre les gendarmes. L'un d'entre eux fit feu et la balle alla traverser le ventre d'un enfant ; deux femmes furent blessées. Les gendarmes, cernés durent se barricader dans la mairie. Les autorités furent obligées d'envoyer demander des troupes à Pontivy pour rétablir l'ordre.

## Politique et administration
| Période                                  | Période     | Identité           | Étiquette | Qualité |
| ---------------------------------------- | ----------- | ------------------ | --------- | ------- |
| 1989                                     | 2001        | Léon André         |           |         |
| 2001                                     | 2008        | Daniel Poulain     | DVD       |         |
| 2008                                     | 23 mai 2020 | Bruno Servel       |           |         |
| 23 mai 2020                              | En cours    | Christophe Guerrey |           |         |
| Les données manquantes sont à compléter. |             |                    |           |         |

## Démographie
L'évolution du nombre d'habitants est connue à travers les recensements de la population effectués dans la commune depuis 1793. Pour les communes de moins de 10 000 habitants, une enquête de recensement portant sur toute la population est réalisée tous les cinq ans, les populations de référence des années intermédiaires étant quant à elles estimées par interpolation ou extrapolation. Pour la commune, le premier recensement exhaustif entrant dans le cadre du nouveau dispositif a été réalisé en 2005.

En 2022, la commune comptait 713 habitants, en évolution de −1,25 % par rapport à 2016 (Morbihan : +3,82 %, France hors Mayotte : +2,11 %).
| 1793  | 1800  | 1806  | 1821  | 1831  | 1836  | 1841  | 1846  | 1851  |
| ----- | ----- | ----- | ----- | ----- | ----- | ----- | ----- | ----- |
| 1 112 | 1 144 | 1 215 | 1 054 | 1 040 | 1 118 | 1 020 | 1 074 | 1 086 |

| 1856  | 1861  | 1866  | 1872  | 1876  | 1881  | 1886  | 1891  | 1896  |
| ----- | ----- | ----- | ----- | ----- | ----- | ----- | ----- | ----- |
| 1 045 | 1 041 | 1 076 | 1 130 | 1 155 | 1 150 | 1 146 | 1 216 | 1 257 |

| 1901  | 1906  | 1911  | 1921  | 1926  | 1931  | 1936  | 1946  | 1954  |
| ----- | ----- | ----- | ----- | ----- | ----- | ----- | ----- | ----- |
| 1 248 | 1 182 | 1 216 | 1 134 | 1 124 | 1 159 | 1 147 | 1 131 | 1 069 |

| 1962 | 1968 | 1975 | 1982 | 1990 | 1999 | 2005 | 2006 | 2010 |
| ---- | ---- | ---- | ---- | ---- | ---- | ---- | ---- | ---- |
| 933  | 793  | 658  | 645  | 666  | 659  | 655  | 648  | 648  |

| 2015 | 2020 | 2022 | - | - | - | - | - | - |
| ---- | ---- | ---- | - | - | - | - | - | - |
| 717  | 719  | 713  | - | - | - | - | - | - |

## Culture locale et patrimoine

### Lieux et monuments

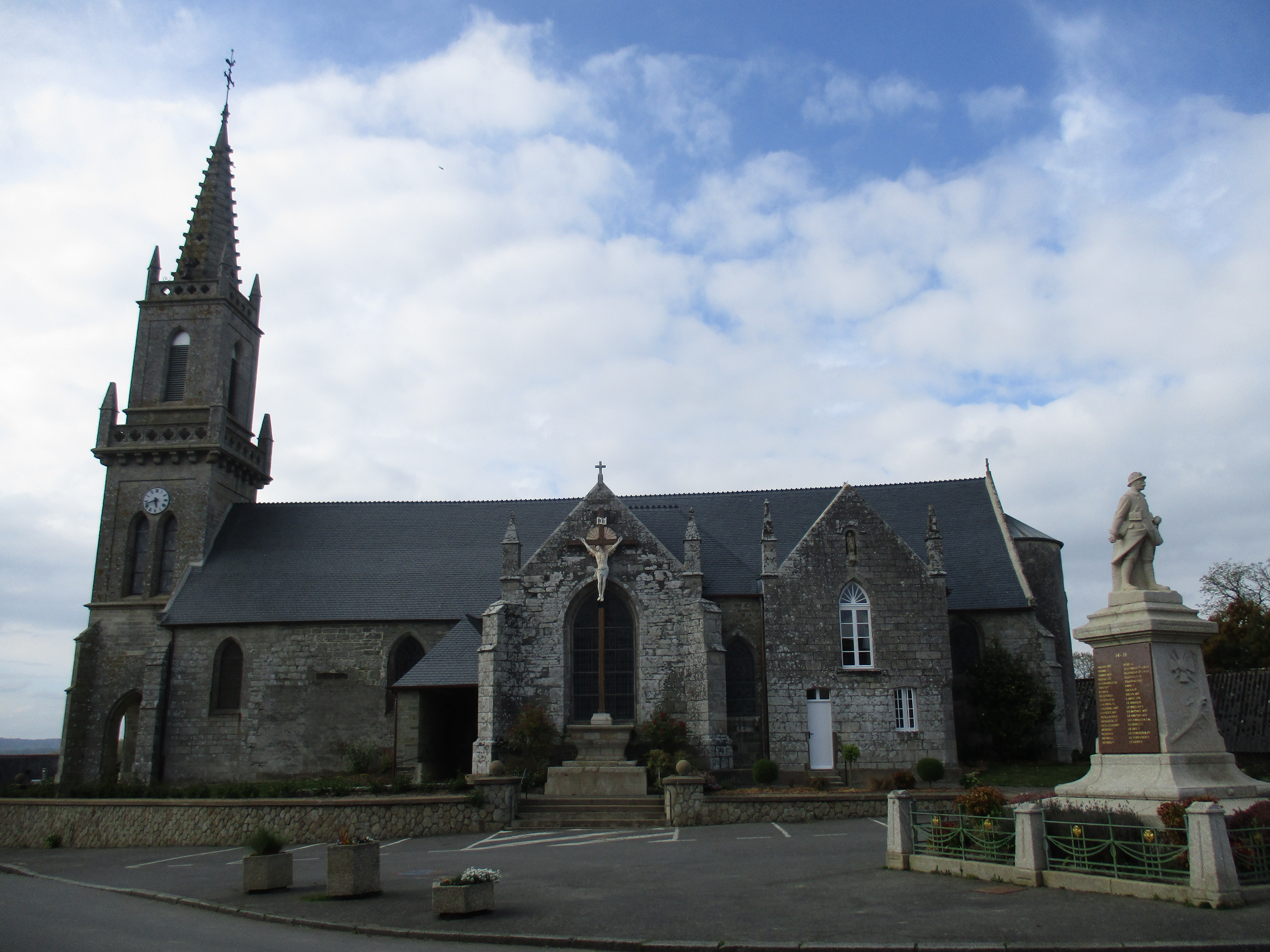
Église Saint-Pierre et Saint-Paul : vue extérieure d'ensemble.

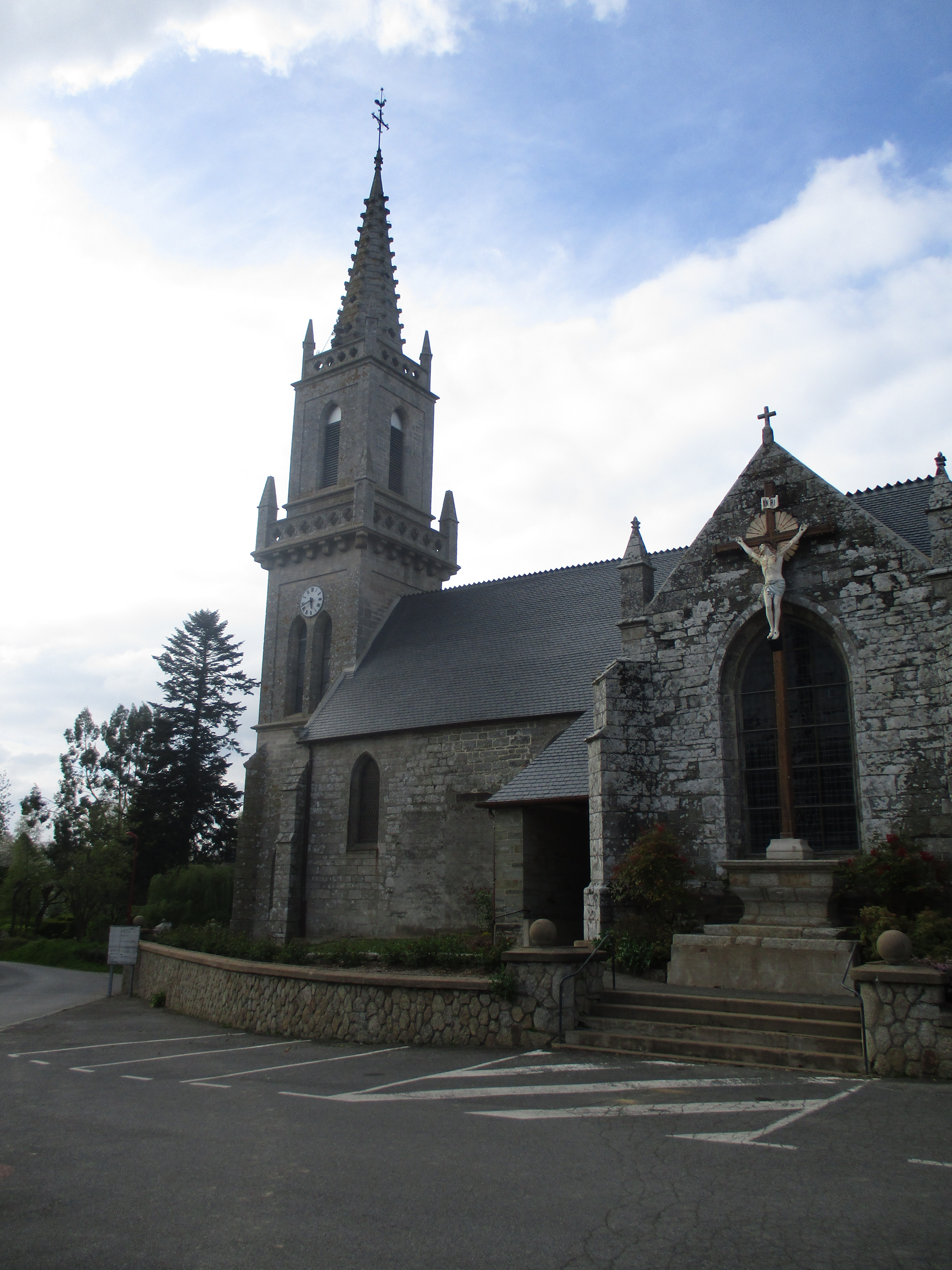
Église Saint-Pierre et Saint-Paul : vue extérieure partielle.

- Église Saint-Pierre et Saint-Paul de style gothique du XIVe siècle ;
- Calvaire (1719), près du cimetière ;
- Chapelle Saint-Mérec reconstruite au XIXe siècle avec parties anciennes conservées. Elle a fait l'objet en 2001, de la dépose et repose après restauration de sa voûte peinte à la demande de la conservation du Morbihan ;
- Manoir de Berrien, date des XVIe et XIXe siècles, inscrit à l'inventaire général du patrimoine culturel en 1967[33] ;
- Manoir du Liez, date du XVIIe siècle, inscrit à l'inventaire général du patrimoine culturel en 1986[34] ;
- Monument aux morts sur la place de l'Église (Première Guerre mondiale, Seconde Guerre mondiale, guerre d'Indochine) ;
- Monument à la mémoire d'un FFI à Perchenic.

### Le festival de Rockabilly
Le festival de Rockabilly est un événement musical de punk rock et culturel.